# Trirhacus setulosa
Trirhacus setulosa är en insektsart som beskrevs av Franz Xaver Fieber 1876. Trirhacus setulosa ingår i släktet Trirhacus och familjen kilstritar. Inga underarter finns listade i Catalogue of Life.